# Coulissier
La profession de coulissier était une profession parallèle à celle des agents de change de la Bourse de Paris, qui a fait ses premières armes hors du palais Brongniart, à la Petite Bourse. Les coulissiers sont devenus des courtiers en valeurs mobilières, dotés d’une chambre syndicale officialisée. Cette profession a disparu lors de la création du marché unique de la bourse en 1961.

## Histoire
Les coulissiers étaient des courtiers officieux qui avaient émergé, après la création par Napoléon en 1805, d'un monopole des membres : la Compagnie des agents de change. Leurs spécialités successives consistaient en la négociation de valeurs étrangères, de la rente publique, et les opérations ayant lieu en dehors des heures officielles de la Bourse. Plusieurs d'entre eux étaient des banquiers prestigieux qui ne souhaitaient pas acheter une charge d'agent de change et qui disposaient d'un carnet d'adresses international. Le coulissier, comme l'agent de change, faisait appel à des remisiers pour démarcher la clientèle.
Dans L'Argent, Émile Zola indique que les coulissiers sont assis en arc de cercle autour de l'horloge, sous les arcades, en haut des marches du Palais Brongniart. Le marché à terme de la corbeille et celui du comptant sont à l'intérieur du Palais Brongniart. Les commerces, banques, médias et restaurants disposés tout autour de la place, sillonnée par les fiacres des remisiers, vrombissent de rumeurs et négociations. Plus bas, après les marches, ont lieu dans le square la Bourse des pieds humides, où sont échangées, sans protection de la pluie, des actions de sociétés en faillite, pour quelques francs. 
Les coulissiers ont permis à la place de Paris de devenir une référence internationale dans la deuxième partie du XIXe siècle. Le stock de titres étrangers détenus par les Français joue en effet un rôle très important dans ce boom actionnarial de la Belle Époque, passant de 10 milliards de francs à la fin du Second Empire, en 1870, à 43 milliards de francs à la veille de la Première Guerre mondiale, en 1913. La capitalisation totale des valeurs étrangères à Paris atteint même 71 milliards. L'écart entre les deux grandeurs indique que c'est dans l'épargne de toute l'Europe que les émetteurs étrangers puisent à la Bourse de Paris, où les coulissiers réalisent 60 % des opérations dès 1893. 
La tenue des coulissiers à l'extérieur du Palais Brongniart a perduré jusqu'à la fin des années 1930, même si leur nouvelle appellation de « courtiers en valeurs mobilières » pouvait leur donner plus de considération. La profession, qui comptait beaucoup de Juifs, a souffert dès le début de l'Occupation, les Allemands mettant leurs charges sous séquestre, ou les fermant, tout simplement. Puis, en 1942, les autorités allemandes, voulant contrôler encore plus la fortune française et les transactions, vont amener à la création de la Société interprofessionnelle pour la compensation des valeurs mobilières (SICOVAM) et à la transformation des coulissiers en « courtiers en valeurs mobilières », dotés d’une chambre syndicale officialisée. Leurs négociations deviennent elles aussi officielles, à l’exception de leur "marché hors-cote" (ancêtre du marché libre), et leurs tarifs de courtage réglementés. Malgré tout, les agents de change maintiennent leur pression, et obtiennent gain de cause en 1961, avec la création du marché unique. C’est donc la disparition de l’ancienne "coulisse", qui se trouve fondue dans le "Parquet".

## Quelques lieux successifs investis par les coulissiers
- En 1817, le roi Louis XVIII récupère le Palais-Royal où la Bourse se tenait dans la « galerie Virginie ». Elle est déplacée sur le terrain vague résultant de la destruction du Couvent des Filles-Saint-Thomas, dans un hangar servant pour les décors de l'Opéra Le Peletier. A l'entrée par la rue Feydeau, un couloir mène au parquet, les négociants y sont accoudés à la barrière mobile, la barrière à coulisse, et on commença à les appeler coulissiers.
- En 1817 aussi, les coulissiers négocient la rente publique à l'entrée du Passage des panoramas et dans les cafés alentour[4].
- Le 30 décembre 1818, le nouveau ministre des finances Joseph-Dominique Louis annonce que ses prédécesseurs ont laissé un déficit de 112 millions de francs, ce qui fait baisser la Bourse. Une ordonnance du préfet de police interdit le Passage des panoramas aux coulissiers, qui décident d'émigrer de manière informelle vers les tables du Café Tortoni de Paris[5].
- En 1823, le cours de l'emprunt public chute de 87 francs à 78 francs dans les cinq jours qui suivent le discours annonçant le soutien militaire français au roi d'Espagne Ferdinand VII. Mal vue, la coulisse doit louer une salle spéciale au Café Tortoni de Paris[6].
- L'année 1842 voit un  déplacement de la Coulisse, qui s'éloigne du café Tortoni pour gagner le Passage de l'Opéra, à 300 mètres de la Bourse, menant à l'Opéra Le Peletier.
- En 1870, les coulissiers sont toujours très actifs dans le Passage de l'Opéra, surnommé "La petite Bourse".
- En 1872, les coulissiers se dotent de leur propre chambre de compensation, avec une liquidation mensuelle. Les opérations ont lieu au 4, rue Drouot, chez l'un d'eux, M. Barbaut, sur des grandes feuilles où chacun avait noté ses positions[7].
- En 1874, le Passage de l'Opéra est détruit, à la suite de l'incendie de l'Opéra Le Peletier et le boulevard Haussmann est prolongé jusqu'au Carrefour Richelieu. Les coulissiers vont de l'autre côté du boulevard des Italiens, au Café Anglais[8].
- À la fin des années 1870, les coulissiers se retrouvent dans la salle blanc et or du restaurant Champeaux[8].
- À partir de 1880, une "Bourse du soir" est organisée par les coulissiers, dans le grand hall du Crédit lyonnais, de quatre heures à sept heures[9].
- Dans L'Argent, écrit en 1891, Émile Zola indique que les coulissiers sont assis en arc de cercle autour de l'horloge, sous les arcades du Palais Brongniart.
- Le 21 septembre 1892, une lettre signée par tous les agents de change de France demande la suppression de la "Bourse du soir"  et l'obtient, car l'on pouvait y provoquer d'énormes variations de cours avec quelques milliers de francs de rentes[10].